# Dayakus angularis
Dayakus angularis – gatunek chrząszcza z rodziny sprężykowatych.
Chrząszcz osiąga długość pomiędzy 14,0 i 14,5 mm.
Większa część jego ciała jest czerwonobrązowa. Owłosienie jest długie, bardzo gęste, koloru złotego.
Insekt posiada czoło łódkowate, dłuższe, niż szersze, wydatne i opadające od przodu. Czułki, jedenastosegmentowe, są ząbkowane.  Drugi segment ma kształt okrągły. Kolejny jest trójkątny i krótszy od następnego. Ostatni zwęża się apikalnie. Górna warga, semieliptycznego kształtu, charakteryzuje się długimi setami.
Wypukłe przedplecze, o szerokości większej od długości, zwęża się na przedzie. Pokrywy są węższe od tułowia. Nieznacznie wypukłe, delikatnie zwężają się w kierunku dystalnym. Wydłużony aedagus samca posiada podstawną część przewyższającą na długość paramery.
Na goleniach widnieją długie ostrogi. Tarczka przyjmuje kształt przypominający trójkąt. Jej tylny brzeg jest zaokrąglony.
Chrząszcza zbadano dzięki okazom pochodzącym z Demokratycznej Republiki Konga.